# Glenea posticata
Glenea posticata là một loài bọ cánh cứng trong họ Cerambycidae.